# Il cantante di jazz (film 1952)
Il cantante di jazz (The Jazz Singer) è un film del 1952 diretto da Michael Curtiz.